# Liste der Mitglieder der Badischen Ständeversammlung 1865 bis 1866
Diese Liste umfasst die Mitglieder der Ständeversammlung des Großherzogtums Baden für die Sessionen des 22. ordentlichen Landtags. Die Eröffnung fand am 2. Dezember 1865 statt. Am 21. Juni 1866 wurde der Landtag vertagt und am 9. Oktober 1866 wieder eröffnet. Am 30. Oktober wurde die Zweite Kammer beurlaubt. Die Schlusssitzung der Ersten Kammer fiel auf den 7. November 1866. Insgesamt fanden 27 Sitzungen der Ersten Kammer und 69 Sitzungen der Zweiten Kammer statt. Am 3. Januar 1867 erklärte der Großherzog den 22. Landtag für geschlossen.

## Präsidium der Ersten Kammer
Präsident: Prinz Wilhelm von Baden

Vizepräsident: Robert von Mohl

## Mitglieder der Ersten Kammer

### Prinzen des Hauses Baden
- Prinz Wilhelm von Baden
- Prinz Karl von Baden
- Markgraf Maximilian von Baden (war nie anwesend)

### Standesherren
- Fürst Karl Egon zu Fürstenberg (war nie anwesend)
- Fürst Ernst zu Leiningen (war nie anwesend)
- Fürst Erwein von der Leyen (war nie anwesend)
- Fürst Wilhelm zu Löwenstein-Wertheim-Freudenberg (war nie anwesend)
- Fürst Karl zu Löwenstein-Wertheim-Rosenberg
- Graf Karl Theodor zu Leiningen-Billigheim (war nie anwesend)
- Graf Karl Theodor zu Leiningen-Neudenau (war nie anwesend)

### Vertreter des erblichen Landstands
- Graf Ludwig Wilhelm August von Langenstein und Gondelsheim (war nie anwesend)

### Vertreter der katholischen Kirche
- Hermann von Vicari,[1] Erzbischof von Freiburg (war nie anwesend)

### Vertreter der evangelischen Landeskirche
- Karl Julius Holtzmann, Prälat der Evangelischen Landeskirche

### Vertreter des grundherrlichen Adels

#### Oberhalb der Murg
Nur im ersten Verzeichnis genannt:
- Freiherr Heinrich Bernhard von Andlaw-Birseck
- Graf Heinrich von Kageneck
- Graf Maximilian von Kageneck
- Freiherr Roderich von Stotzingen

Nur im zweiten Verzeichnis genannt:
- Freiherr Leopold von Böcklin, Oberst (in die Kammer eingetreten 1866)
- Freiherr Franz von Falkenstein (in die Kammer eingetreten 1866)
- Freiherr Karl von Gayling (in die Kammer eingetreten 1866)
- Freiherr Bruno von Türckheim (in die Kammer eingetreten 1866)

#### Unterhalb der Murg
- Freiherr August von Gemmingen-Hornberg-Michelfeld
- Freiherr Ernst August Göler von Ravensburg
- Graf Maximilian von Helmstatt

Nur im ersten Verzeichnis genannt:
- Graf Friedrich von Berlichingen

Nur im zweiten Verzeichnis genannt:
- Freiherr Karl Rüdt von Collenberg-Bödigheim (in die Kammer eingetreten 1866)

### Vertreter der Landesuniversitäten
- Julius Jolly,[1]  Ministerialrat, Vertreter der Universität Heidelberg
- Adolf Schmidt, Hofrat,[1] Vertreter der Universität Freiburg

### Vom Großherzog ernannte Mitglieder
- Robert von Mohl,[1] Geheimrat
- Friedrich Keller, Oberst
- Johann Caspar Bluntschli,[1]  Geheimrat
- Richard Rothe,[1] Geheimer Kirchenrat
- Theodor Bertheau,[1] Oberhofgerichtsadvokat
- August Dennig, Fabrikinhaber
- Philipp Artaria, Kunsthändler
- Franz Josef Faller, Fabrikinhaber

## Präsidium der Zweiten Kammer
Präsident: Georg Martin Hildebrandt

1. Vizepräsident: Ludwig Kirsner

2. Vizepräsident: Carl Eckhard

## Die gewählten Abgeordneten der Zweiten Kammer

### Stadtwahlbezirke
| Wahlbezirk | Bezeichnung des Wahlbezirks     | Name des Abgeordneten                                      |
| ---------- | ------------------------------- | ---------------------------------------------------------- |
| S1         | Wahlbezirk der Stadt Überlingen | Hermann Poppen                                             |
| S2         | Wahlbezirk der Stadt Konstanz   | Karl Seiz                                                  |
| S3         | Wahlbezirk der Stadt Freiburg   | Josef Frick                                                |
| S3         | Wahlbezirk der Stadt Freiburg   | Hermann Obkircher                                          |
| S4         | Wahlbezirk der Stadt Lahr       | Gustav Adolf Fingado                                       |
| S4         | Wahlbezirk der Stadt Lahr       | Camill Bittmann (Mandat bis 1866, dann gefolgt von Turban) |
| S4         | Wahlbezirk der Stadt Lahr       | Ludwig Turban (1866 Nachfolger von Bittmann)               |
| S5         | Wahlbezirk der Stadt Offenburg  | Christian Wilhelm Gerbel                                   |
| S6         | Wahlbezirk der Stadt Rastatt    | Matthäus Josef De Haan                                     |
| S7         | Wahlbezirk der Stadt Baden      | Konrad Kuntz                                               |
| S8         | Wahlbezirk der Stadt Karlsruhe  | Rudolf Dietz                                               |
| S8         | Wahlbezirk der Stadt Karlsruhe  | Rudolf Kusel                                               |
| S8         | Wahlbezirk der Stadt Karlsruhe  | Julius Ziegler                                             |
| S9         | Wahlbezirk der Stadt Durlach    | Karl Wahrer                                                |
| S10        | Wahlbezirk der Stadt Pforzheim  | Friedrich Wilhelm Lenz                                     |
| S10        | Wahlbezirk der Stadt Pforzheim  | August Kayser                                              |
| S11        | Wahlbezirk der Stadt Bruchsal   | Bernhard August Prestinari                                 |
| S12        | Wahlbezirk der Stadt Mannheim   | Wilhelm Kopfer (Mandat bis 1866, dann gefolgt von Hummel)  |
| S12        | Wahlbezirk der Stadt Mannheim   | Gustav Hummel (1866 Nachfolger von Kopfer)                 |
| S12        | Wahlbezirk der Stadt Mannheim   | Ludwig Achenbach                                           |
| S12        | Wahlbezirk der Stadt Mannheim   | Eduard Moll                                                |
| S13        | Wahlbezirk der Stadt Heidelberg | Heinrich Krausmann                                         |
| S13        | Wahlbezirk der Stadt Heidelberg | Eduard Pickford (Mandat bis 1866, dann gefolgt von Wundt)  |
| S13        | Wahlbezirk der Stadt Heidelberg | Wilhelm Max Wundt (1866 Nachfolger von Pickford)           |
| S14        | Wahlbezirk der Stadt Wertheim   | Franz Heinrich von Feder                                   |

### Ämterwahlbezirke
| Wahlbezirk | Bezeichnung des Wahlbezirks                                                              | Name des Abgeordneten                                                     |
| ---------- | ---------------------------------------------------------------------------------------- | ------------------------------------------------------------------------- |
| A1         | Wahlbezirk der Ämter Meersburg, Salem, Pfullendorf und Überlingen                        | Franz Xaver Heilig                                                        |
| A2         | Wahlbezirk der Ämter Radolfzell, Blumenfeld und Konstanz                                 | Plazidius Philipp Haager                                                  |
| A3         | Wahlbezirk der Ämter Stockach, Meßkirch und Engen                                        | Johann Baptist Roder                                                      |
| A4         | Wahlbezirk der Ämter Blumberg, Stühlingen, Bonndorf, Löffingen und Neustadt              | Paul Tritscheller                                                         |
| A5         | Wahlbezirk der Ämter Villingen und Hüfingen                                              | Ludwig Kirsner                                                            |
| A6         | Wahlbezirk der Ämter Tiengen, Jestetten, St. Blasien und Waldshut                        | Josef Hebting                                                             |
| A7         | Wahlbezirk der Ämter Säckingen, Laufenburg und Schönau                                   | Otto Sachs                                                                |
| A8         | Wahlbezirk der Ämter Schopfheim und Kandern                                              | Franz Philipp Freiherr von Roggenbach                                     |
| A9         | Wahlbezirk des Amtes Lörrach                                                             | August Lamey                                                              |
| A10        | Wahlbezirk des Amtes Müllheim                                                            | Johann Heidenreich                                                        |
| A11        | Wahlbezirk der Ämter Staufen und Heitersheim                                             | Franz Josef Federer                                                       |
| A12        | Wahlbezirk des Amtes Altbreisach mit zum Stadtamt Freiburg zugehörigen Landorten         | Karl Gustav Adolf Knies                                                   |
| A13        | Wahlbezirk des Landamtes Freiburg (I) und des Amtes St. Peter                            | Eduard Fauler (Mandat bis 1866, dann gefolgt von Helmle)                  |
| A13        | Wahlbezirk des Landamtes Freiburg (I) und des Amtes St. Peter                            | Johann Georg Helmle (1866 Nachfolger von Fauler)                          |
| A14        | Wahlbezirk des Landamtes Freiburg (II) und der Ämter Waldkirch und Elzach                | Karl Maria Josef Eckhard                                                  |
| A15        | Wahlbezirk des Amtes Emmendingen                                                         | Wilhelm Wenzler                                                           |
| A16        | Wahlbezirk der Ämter Endingen und Kenzingen                                              | Karl Busch                                                                |
| A17        | Wahlbezirk der Ämter Triberg, Hornberg, Wolfach und Haslach                              | Robert Gerwig                                                             |
| A18        | Wahlbezirk des Amtes Ettenheim                                                           | Karl Richter                                                              |
| A19        | Wahlbezirk des Amtes Lahr                                                                | Friedrich Karl Christian Kiefer                                           |
| A20        | Wahlbezirk des Amtes Offenburg mit Teilen des Amtes Appenweier                           | Franz Karl Roßhirt                                                        |
| A21        | Wahlbezirk der Ämter Gengenbach und Oberkirch mit Teilen des Amtes Appenweier            | Karl Kimmig                                                               |
| A22        | Wahlbezirk der Ämter Rheinbischofsheim und Kork                                          | Benjamin Hauß                                                             |
| A23        | Wahlbezirk der Ämter Achern und Bühl                                                     | Josef Weber                                                               |
| A24        | Wahlbezirk der Ämter Ettlingen und Rastatt                                               | Josef Beck                                                                |
| A25        | Wahlbezirk der Ämter Baden, Gernsbach und Steinbach                                      | Gustav Albert Buhl (Mandat 1866 niedergelegt, dann gefolgt von Eisenlohr) |
| A25        | Wahlbezirk der Ämter Baden, Gernsbach und Steinbach                                      | Friedrich Wilhelm August Eisenlohr (1866 Nachfolger von Buhl)             |
| A26        | Wahlbezirk des Landamtes Karlsruhe mit Teilen des Landamtes Bruchsal                     | Karl Friedrich Freiherr Stockhorner von Starein                           |
| A27        | Wahlbezirk der Ämter Durlach und Stein                                                   | Karl Friderich                                                            |
| A28        | Wahlbezirk des Amtes Pforzheim                                                           | Albert Georg Henne                                                        |
| A29        | Wahlbezirk des Amtes Bruchsal mit Teilen des Amtes Eppingen                              | Georg Martin Hildebrandt                                                  |
| A30        | Wahlbezirk des Amtes Bretten mit Teilen des Amtes Eppingen                               | Louis Paravicini                                                          |
| A31        | Wahlbezirk der Ämter Philippsburg und Schwetzingen                                       | Wilhelm Jakob Behaghel                                                    |
| A32        | Wahlbezirk der Ämter Wiesloch und Neckargmünd                                            | Johann Friedrich Wundt                                                    |
| A33        | Wahlbezirk des Amtes Sinsheim mit Teilen des Amtes Eppingen                              | Heinrich Friedrich Muth                                                   |
| A34        | Wahlbezirk des Amtes Heidelberg                                                          | Philipp Allmang                                                           |
| A35        | Wahlbezirk der Ämter Ladenburg und Weinheim                                              | Heinz Karl Pagenstecher                                                   |
| A36        | Wahlbezirk des Amtes Neckarbischofsheim mit Teilen des Amtes Mosbach (links des Neckars) | August Karl Fröhlich                                                      |
| A37        | Wahlbezirk des Amtes Eberbach mit Teilen des Amtes Mosbach (rechts des Neckars)          | Friedrich Theodor Schaaf                                                  |
| A38        | Wahlbezirk der Ämter Buchen und Osterburken                                              | Vinzenz Kieser                                                            |
| A39        | Wahlbezirk des Amtes Boxberg                                                             | Ernst Philipp Huffschmid                                                  |
| A40        | Wahlbezirk der Ämter Tauberbischofsheim und Gerlachsheim                                 | Karl Mathy                                                                |
| A41        | Wahlbezirk der Ämter Wertheim und Walldürn                                               | Franz Anton Grimm                                                         |

## Belege und Anmerkungen
1. 1 2 3 4 5 6 7 8 9 10 11 12 13 14 15 16 17 18  Dieser Mandatsträger ist in den amtlich veröffentlichten Abgeordnetenlisten als promovierter Akademiker ausgewiesen, d. h. dort üblicherweise mit einem vor dem Namen stehenden Doktor-Grad verzeichnet
2. 1 2 3 4  Für die Erste Kammer des 22. Landtags 1865 bis 1866 gibt es im Handbuch von Ludwig Bauer und Bernhard Gißler über die Mitglieder der Ersten Kammer der Badischen Ständeversammlung von 1819 – 1912 zwei Verzeichnisse, die sich etwas unterscheiden. Das 1. Verzeichnis findet sich auf Seite 37, das 2. Verzeichnis auf Seite 38 des Handbuchs.
3. 1 2  Bis 1931 hieß die Stadt Baden-Baden nur Baden.